# Cardiocondyla carbonaria
Cardiocondyla carbonaria é uma espécie de formiga do gênero Cardiocondyla, pertencente à subfamília Myrmicinae.